# Джем
Джем або конфітюр (англ. jam / фр. confiture) — плоди та ягоди, зварені в цукровому сиропі, але в порівнянні з повидлом тут допускається розварювання сировини, а сироп повинен мати желеподібну консистенцію. Вибір сировини і її підготування здебільшого такі ж, як і при виготовленні компотів та повидла. Вимоги до форми і розмірів плодів не такі суворі, оскільки вони розварюються. Склад пектинових речовин (не менше 1 %) і кислот (приблизно 1 %) має бути достатнім для утворення желе.
Джем являє собою желеподібну мастку масу з цілих або подрібнених плодів і ягід, яка не розтікається на горизонтальній поверхні. Як і варення, його готують зі свіжих зрілих плодів. Різниця полягає в тому, що сироп варення має бути прозорим, а плоди цілими, тоді як сироп джему може бути желевуватим, а фрукти до певної міри розвареними. Джем вважається готовим, якщо крапля його на блюдечку відразу ж застигає.
Джем готують із нарізаних шматочками або цілих плодів, зварених з цукром. Краще для джему використовувати сировину, багату пектином: яблука, айву, сливу, порічку та смородину.
Варять джем (як і повидло) у відкритих парових казанах і у вакуум-апаратах за один раз, до готовності. Закінчення варіння визначають за складом сухих речовин (за рефраметрометром). Для непастеризованого джему воно становить 72 %, для пастеризованого — 68 %, вміст цукру відповідно — 65 та 62 %.
Непастеризований джем охолоджують до 40-60° і заповнюють бочки за три рази. Закриті бочки залишають у вертикальному положенні на добу для кращого желеутворення. Пастеризований джем розфасовують при 70°, герметизують та пастеризують.